# Scye (Douve)
Die Scye ist ein Fluss in Frankreich, der im Département Manche in der Region Normandie verläuft. Sie entspringt an der Gemeindegrenze von Pierreville und Saint-Germain-le-Gaillard, entwässert generell Richtung Südost bis Ost und mündet nach rund 27 Kilometern an der Gemeindegrenze von Bricquebec und Néhou als rechter Nebenfluss in die Douve. Sie bildet im Mündungsabschnitt die Grenze zum Regionalen Naturpark Marais du Cotentin et du Bessin.

## Orte am Fluss
(Reihenfolge in Fließrichtung)
- La Mare du Parc, Gemeinde Surtainville
- Le Vrétot
- Les Perques